# Liste deutscher Flugplätze
Deutschland hat etwa 550 Flugplätze.
- Für die für den Passagier wichtigen Flugplätze siehe Liste der Verkehrsflughäfen in Deutschland.
- Neben diesen können noch weitere Flugplätze auch bei schlechten Wetterbedingungen angeflogen werden, siehe Liste der Flugplätze mit IFR-Zulassung in Deutschland.
- Für Verkehrs- und Sonderlandeplätze siehe Liste der Verkehrs- und Sonderlandeplätze in Deutschland.
- Für Segelfluggelände siehe Liste der Segelfluggelände in Deutschland.
- Für Ultraleichtfluggelände siehe Liste von Ultraleichtfluggeländen in Deutschland.
- Für Militärflugplätze siehe Liste der Fliegerhorste in Deutschland.
- Für Wasserlandeplätze siehe Liste der Wasserlandeplätze in Deutschland.

## Stillgelegte Flugplätze
- Flugplatz Ahlhorn
- Flugplatz Babenhausen
- Flugplatz Bad Reichenhall-Mayerhof
- Flugplatz Bad Reichenhall-Weißbach
- Flugplatz Berlin-Gatow, Berlin
- Berlin-Johannisthal; zweiter Flugplatz Deutschlands
- Flughafen Berlin-Tegel
- Flughafen Berlin-Tempelhof, Berlin
- Fliegerhorst Biblis
- Flughafen Böblingen
- Flugplatz Braunschweig-Broitzem
- Flugplatz Bremerhaven
- Butzweilerhof, Köln
- Cannstatter Wasen
- Flugplatz Cottbus-Drewitz
- Flugplatz Cottbus-Nord
- Flugplatz Darmstadt/Lichtwiese
- Flugplatz Döberitz
- Feldflugplatz Donebach, heute Standort des Senders Donebach
- Fliegerhorst Erding
- Fliegerhorst Eschborn, 1937–1992
- Flugplatz Feucht bei Nürnberg
- Alter Flugplatz (Frankfurter Grüngürtel), Frankfurt-Bonames
- Flughafen Frankfurt-Rebstock
- Flugplatz Friedersdorf
- Flugplatz Fürstenfeldbruck
- Flugplatz Fürth-Atzenhof, 1915–1993 – Endmontage für Junkers/erster Flughafen Nürnberg-Fürth
- Industrie-Flughafen Fürth, ehemaliger Werksflugplatz der Gothaer Waggonfabrik 1918–1957
- Flugplatz Germersheim
- Flugplatz Gersthofen-Gablingen
- Fliegerhorst Göppingen
- Flugplatz Groß Mohrdorf, Teilnutzung durch DGPS-Sender Groß Mohrdorf
- Flugplatz Herzogenaurach-Herbertsacker in Betrieb 1935–1945, danach bis 1992 US-Stützpunkt
- Flugplatz Hetzleser Berg bei Nürnberg
- Flugplatz Holzkirchen (nach dem Zweiten Weltkrieg bis 2003 als Standort der Sendeanlage von RFE genutzt), heute ein Golfplatz
- Fliegerhorst Hopsten
- Flugplatz Karlsruhe-Forchheim (geschlossen seit 2002, Standort der heutigen Messe)
- Flugplatz Kassel-Waldau (geschlossen seit 1970, jetzt Industriepark Kassel-Waldau)
- Flugplatz Langerfeld
- Flughafen Leipzig-Mockau
- Flugplatz Lemwerder bei Bremen
- Flugplatz München-Oberwiesenfeld (heutiger Standort des Olympiaparks)
- Flughafen München-Riem (geschlossen seit 1992, Standort der heutigen Messe)
- Fliegerhorst Neubiberg bei München
- Industrieflughafen Nürnberg-Fürth
- Flughafen Nürnberg-Marienberg
- Flugplatz Oranienburg
- Fliegerhorst Ostheim, Köln-Merheim
- Flugplatz Peine-Eddesse
- Fliegerhorst Pferdsfeld
- Fliegerhorst Quakenbrück, auf dem Merschland
- Flughafen Reichenhall-Berchtesgaden
- Heeresflugplatz Rheine-Bentlage
- Flugplatz Schönwalde
- Flughafen Schwerin-Parchim
- Flugplatz Sperenberg
- Segelfluggelände Sundern-Seidfeld
- Flugplatz Templin/Groß Dölln
- Fliegerhorst Werl